# Koilanemos
Koilanemos (in greco Κοιλάνεμος?; in turco: Esenköy) è un piccolo villaggio della penisola del Karpas nel nord-est dell'isola mediterranea di Cipro. Esso è appartenente de iure al distretto di Famagosta di Cipro, mentre de facto si trova nel distretto di İskele della Repubblica Turca di Cipro del Nord.
Nel 2011 aveva una popolazione di 58 abitanti.

## Geografia fisica
Il villaggio si trova nella penisola del Karpas, a 6 km a sud-ovest di Gialousa/Yeni Erenköy. 

## Origini del nome
Koilanemos significa "valle ventosa" (koilada = valle, anemos = vento) e quindi deriva dal greco, oppure è una corruzione della parola italiana "Collina" per "piccola collina". Il nome turco Esenköy è una traduzione del significato greco e significa anche "valle ventosa".

## Società

### Evoluzione demografica
Il primo censimento ottomano del 1831 elenca 17 capi famiglia, dieci dei quali erano considerati greci, sette turchi. A quanto pare, il villaggio era un antico insediamento greco con una forte minoranza turca. Tuttavia, mentre sotto il dominio coloniale britannico il numero di greci era salito a 55 nel 1891, il numero di turchi ristagnava a 11 e scese addirittura a 3 nel 1901. Nel 1891 il villaggio contava 192 abitanti.
Nel 1901 c'erano 59 greci, dieci anni dopo 81, nel 1921 89 e altri dieci anni dopo 96 greci. Il numero di turchi, invece, è rimasto molto più basso. Nel 1911 ce n'erano 6, nel 1921 14 e nel 1931 ancora 10. Dopo la seconda guerra mondiale il numero di greci raggiunse il suo punto più alto nel 1946 con 136 abitanti, così come il numero di turchi con 17. Ma in seguito la popolazione diminuì notevolmente, così che nel 1960 si contarono solo 85 greci e 12 turchi nel villaggio, che ora aveva meno di 100 abitanti, dopo che nel 1946 se ne erano contati 153. In tutta l'isola, le tensioni tra i due gruppi etno-religiosi aumentarono bruscamente, con la maggior parte dei greci che chiedevano l'annessione alla Grecia (Enosis). Nel 1958, i turchi fuggirono dal villaggio per mettersi al sicuro a Famagosta, ma la maggior parte tornò nel 1960. Nel dicembre 1963 dovettero fuggire di nuovo.
I greci, da parte loro, fuggirono a sud dalle truppe turche che avanzavano nell'agosto 1974. Anche se 29 greci vivevano ancora nel villaggio nell'ottobre 1975, tutti dovettero lasciare Koilanemos nel dicembre 1976. Essi vivono sparsi nella parte greca dell'isola, il loro numero è oggi stimato in circa 90.
La maggior parte degli attuali abitanti del villaggio è arrivata a Erenköy, come è stato chiamato da allora, nel 1977. La maggior parte di loro proviene dalla provincia di Adana, nel sud della Turchia. Degli abitanti originari, solo una famiglia vive ancora nel villaggio. Nel 1978, c'erano 57 abitanti, nel 1996 erano 61, dieci anni dopo 58, un numero che è stato censito anche nel 2011.